# Зеленская, Татьяна Викторовна
Татьяна Викторовна Зеленская (род. 4 июля 1984, Фрунзе) — киргизская художница и гражданская активистка.

## Биография
Окончила школу № 55 и Национальную академию художеств Киргизской Республики имени Т. Садыкова по специальности «дизайнер, промышленный график». Работает как фрилансер в области плаката, иллюстрации, анимации (в том числе в соавторстве с мужем, Егором Танковым).
Впервые привлекла к себе внимание в 2017 году серией анимационных роликов «Однажды меня украли», направленной против до сих пор существующего в Кыргызстане обычая похищения невест: в пяти роликах рассказывались истории конкретных девушек, переживших эту трагедию. В 2019 году карикатуры Зеленской были в числе наиболее резонансных реакций на коррупционный скандал вокруг заместителя председателя Государственной таможенной службы Райымбека Матраимова. В 2020 году рисунок Зеленской «Женщина с покрышками на шее» стал символом общественной реакцией на семейное насилие в Кыргызстане. В 2020 году по приглашению организации «Международная амнистия» выступила художником в онлайн-проекте «Насилие против женщин: Согласие» (англ. Violence Against Women: Consent).
В сентябре 2021 года Татьяна Зеленская была удостоена премии международной организации Индекс цензуры.